# Horšice
Obec Horšice se nachází v okrese Plzeň-jih, kraj Plzeňský. Žije zde 425 obyvatel.

## Historie
První písemná zmínka o obci pochází z roku 1245.

## Obecní správa a politika
Komunální volby v roce 2018 v obci neproběhly, neboť nebylo dostatek kandidátů na členy zastupitelstva obce a ministerstvem vnitra byl proto jmenován správce obce.

### Místní části, členství ve sdruženích
Obec je rozdělena na dvě místní části (Horšice a Újezd). Každá z částí má své samostatné katastrální území (pojmenované „Horšice“ a „Újezd u Horšic“) a je rozdělena na tři samostatné základní sídelní jednotky – Horšice, Vitouň (na katastrálním území Horšice) a Újezd.
Od 1. ledna 1980 do 31. srpna 1990 k obci patřil Skašov, v letech 1961-1990 také Dolce a Týniště.
Horšice jsou členem Mikroregionu Přešticko a Místní akční skupiny Aktivios.

## Pamětihodnosti
- Kostel svatého Matěje
- Tvrz, později přestavěná na sýpku
- Kaplička sv. Anny
- Základní škola

## Galerie

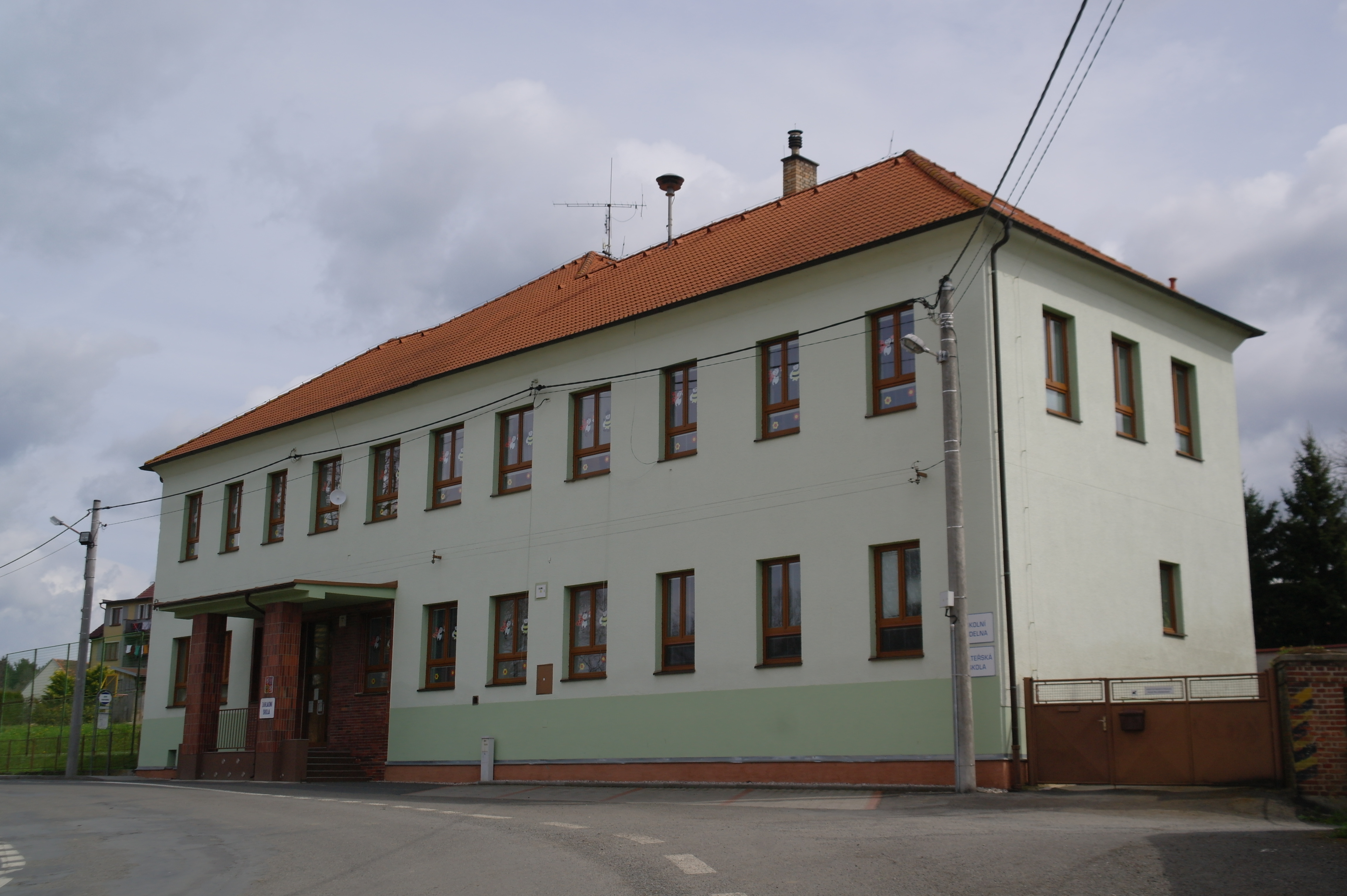
Základní a mateřská škola
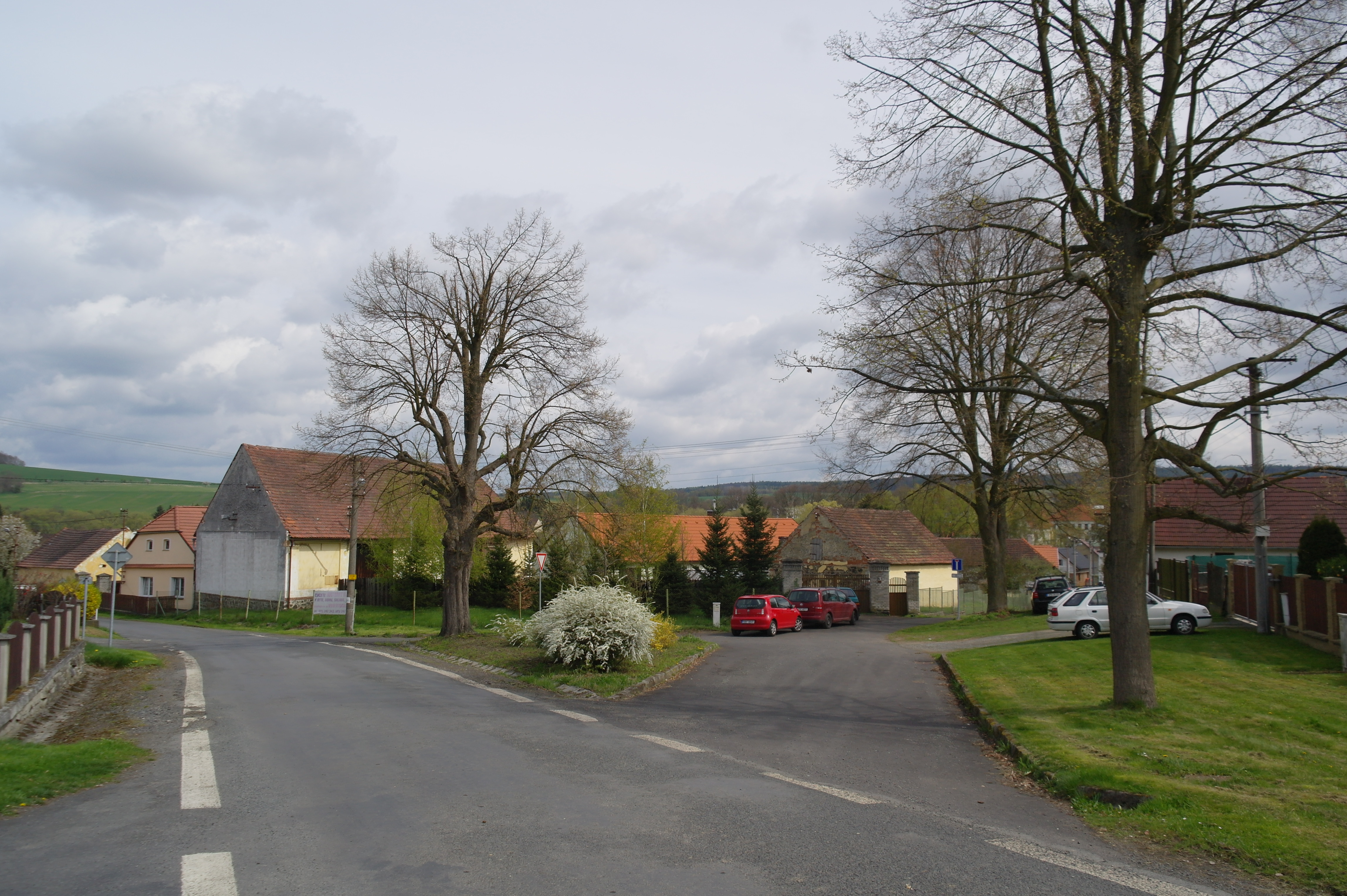
Obecní náves
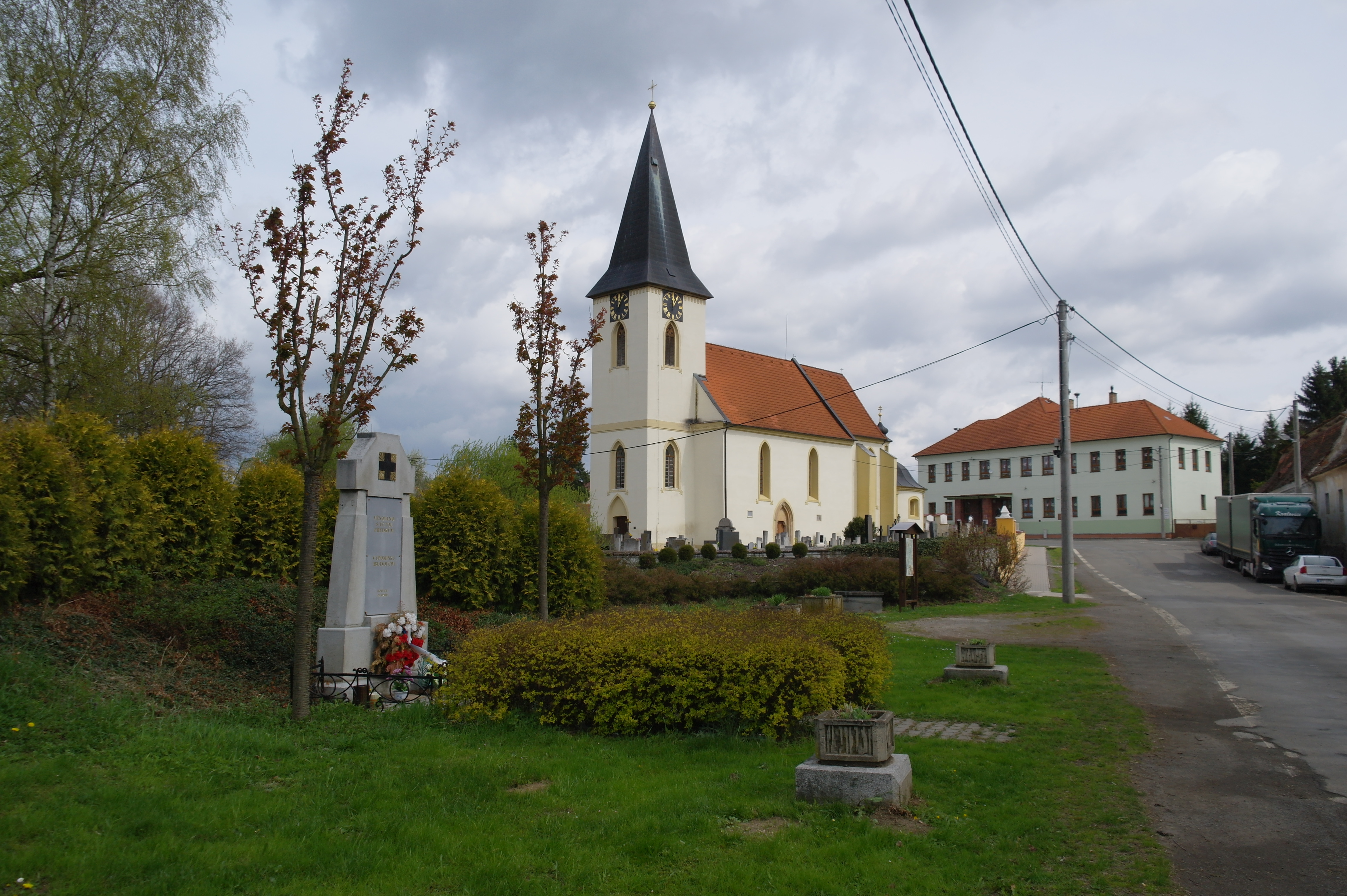
Kostel s památníkem